# Олмакс де Кастельно
Альмюкс де Кастельнау или Кастельноу (Almucs de Castelnau, Castelnou, 1140 – (предположительно) 1184) была женщиной-трубадуром, из города недалеко от Авиньона в Провансе . Ее имя также пишется, как Almuc, Amucs, Almois, Almurs или Almirs .
Единственная сохранившаяся работа Альмюкс - это тенсона с Исеут де Капио, еще одной женщиной-трубадуром. Песня представлена в Книге песен Средневековья, смешанная с длинными разо . Она рассказывает о том, как Исеут просит Альмюкс де Кастельнау помиловать Гиго (Гуи), лорда Турнона в Виваре, рыцаря Исеут, который совершил «большую ошибку» по отношению к Олмакс. Гиго, однако, не раскаивается и не просит прощения, поэтому Альмюкс отвечает Исеут в собственной кобле . Эта тенсона была создана примерно в 1190 году. Альмюкс также упоминается ( ... dompna nal murs ... ) в стихотворении Ia de chan, сочиненным женщиной-трубадуром Кастеллозой .

## Реальная историческая личность

### Альмодис Де Казнёв
Альмюкс можно соотнести с некой Альмодис из Казнёва, что находится неподалёку от Авиньона и Ле-Шапелена; возможно, там же жила Исеут де Капио. Хронологически Альмодис и Альмюкс могли быть современниками - лорды Казнёва имели документально подтвержденные связи с другими трубадурами. Альмодис была второй женой Гиро I де Симиана, который также правил Аптом и Гордом . Она родила четырех сыновей, включая Раймбу д'Агулда (второй старший), который в 1173 году сопровождал своего отца в Крестовом походе . Поскольку в то время Райбоут должен был быть достаточно взрослым, чтобы пройти долгое и трудное путешествие, а первая жена Гиро умерла в 1151 году, Альмодис, вероятно, вышла замуж приблизительно где-то между 1151 и 1161 годами (при условии, что старшему сыну должно было исполниться как минимум двенадцать во времена крестового похода). Богин предполагает, что вдовец, такой как Гиро, быстро женился повторно, и поэтому Альмодис, вероятно, родилась не намного позже 1140 года.
Если Гираут де Симиане, упомянутый в документах 1113 и 1120 годов, соотносится с мужем Альмодис, вполне вероятно, что он отправился в Крестовый поход с надеждой умереть на Востоке. В 1150 году Гиро стал свидетелем воли Тибора де Саренома, матери Раймбау д'Ауренга . В 1184 году Райбоут д'Агулд сделал пожертвование аббатству Сенанке на имя его родителей, которые были предположительно мертвы. Впоследствии Гаубельм Файдит часто упоминает Райбута как Н'Агуа .

### Жена Гиго де Рандона
Возможно, что Альмюкс была женой Гиго де Кастельну де Рандона, который жил примерно в 1200 годах.